# Елесина, Елена Борисовна
Еле́на Бори́совна Еле́сина (род. 5 апреля 1970, Челябинск) — советская и российская прыгунья в высоту. Олимпийская чемпионка 2000 года, призёр европейских и мировых первенств.

## Биография
Елена Елесина родилась 5 апреля 1970 года в Челябинске. Училась в средней школе № 17 Советского района города Челябинска. Закончила Челябинский педагогический институт.
Первый спортивный успех к Елене пришёл в 1988 году, когда она в 18-летнем возрасте выиграла соревнование по прыжкам в высоту на мировом юниорском первенстве. В 1990 году она победила на Играх доброй воли, установив личный рекорд — 2 метра 2 сантиметра, который так и остался её лучшим результатом за карьеру. В 90-е годы Елесина несколько раз принимала участие в мировых и европейских первенствах, выиграла там ряд серебряных (чемпионаты мира 1991 и 1999 годов) и бронзовых медалей (летний чемпионат Европы 1990 и зимние 1992 и 1998 годов). Однако главный спортивный успех пришёл к спортсменке на Олимпийских играх 2000 года в Сиднее, где Елесина достаточно неожиданно с результатом 2.01 стала олимпийской чемпионкой, опередив признанных фавориток — шведку Кайсу Бергквист и южноафриканку Хестри Клоэт.
До Олимпийских игр прервала спортивную карьеру в связи с рождением сына. Годом позже вернулась в большой спорт и выиграла золото в Сиднее, но рецидивы старых травм не позволили Елене выйти на прежний спортивный уровень, единственным успехом последующих лет стало серебро зимнего мирового первенства 2003 года в Бирмингеме. В 2005 году после рождения второго сына Елесина объявила о завершении карьеры.
Живёт в Австралии. Замужем за известным в прошлом армянским тяжелоатлетом Агваном Григоряном (род. 1969), участником Олимпийских игр 1996 года в Атланте (восьмое место).
Именем Елены Елесиной назван легкоатлетический комплекс в Центральном районе Челябинска.

## Награды и звания
- Орден Почёта (19 апреля 2001) — за большой вклад в развитие физической культуры и спорта, высокие спортивные достижения на Играх XXVII Олимпиады 2000 года в Сиднее[2][3]
- Заслуженный мастер спорта России